# Vijfheerenlanden
Vijfheerenlanden ist eine Gemeinde in der niederländischen Provinz Utrecht, die zum 1. Januar 2019 aus der Fusion der Gemeinden Leerdam, Vianen und Zederik hervorgegangen ist.
Ursprünglich gehörten die Gemeinden Leerdam sowie Zederik zur Provinz Zuid-Holland und Vianen zur Provinz Utrecht. Auf Anraten von Geert Jansen, der durch den damaligen Innenminister Ronald Plasterk als Berater hinzugezogen worden war, wurde entschieden, dass die neue Gemeinde, Vijfheerenlanden, in der Provinz Utrecht liegen wird.

## Geografie

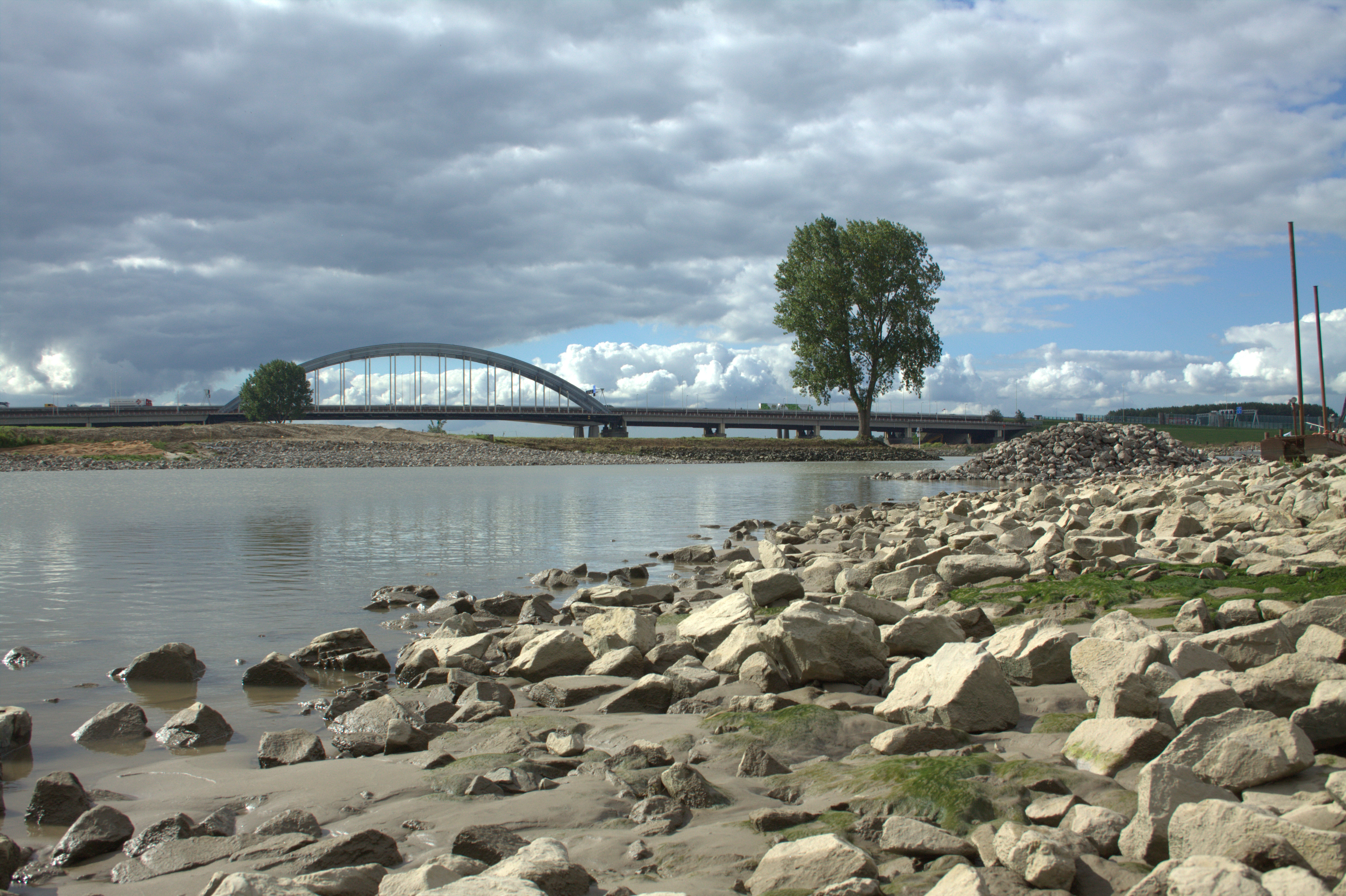
Der Lek in der Nähe von Vianen mit der stillgelegten Oude Lekbrug

### Ortslage
Die Gemeinde Vijfheerenlanden liegt im gleichnamigen Landstrich im Süden der Provinz Utrecht und grenzt an die benachbarten Provinzen Gelderland und Zuid-Holland. Die Flüsse Lek und Linge bilden die natürliche Grenze im Norden und Süden. Durch das Gemeindegebiet fließt der Merwedekanaal.

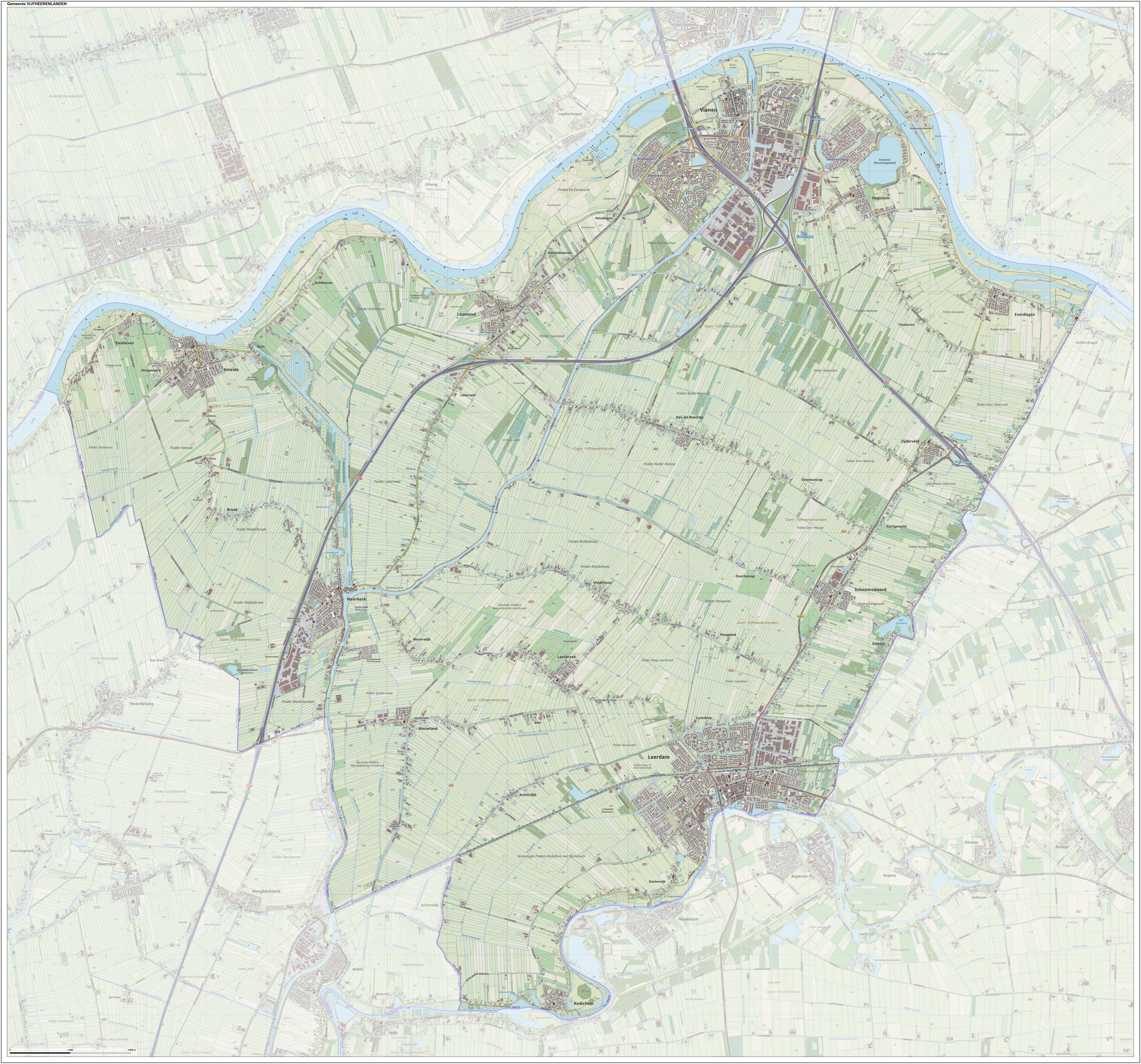
Topografische Karte der Gemeinde

### Nachbargemeinden
| Lopik       | IJsselstein Nieuwegein                      | Houten      |
|             | Kompassrose, die auf Nachbargemeinden zeigt | Culemborg   |
| Molenlanden |                                             | West Betuwe |

## Politik
Am 21. November 2018 konnten die Bürger der Gemeinde Leerdam, Vianen und Zederik den Rat der neuen Gemeinde Vijfheerenlanden wählen. Neben den national vertretenen Parteien wie CDA, ChristenUnie, D66, GroenLinks, PvdA, SGP und VVD stand mit Vijfheerenlanden Lokaal nur eine einzige Lokalpartei zur Wahl.

### Gemeinderat
Im Gemeinderat ist für 31 Ratsmitglieder Platz vorhanden. Er besteht seit Januar 2019 wie folgt:
| Partei                  | Sitze | Sitze |
| Partei                  | 2018  | 2022  |
| ----------------------- | ----- | ----- |
| Vijfheerenlanden Lokaal | 5     | 7     |
| CDA                     | 7     | 6     |
| SGP                     | 5     | 4     |
| VVD                     | 3     | 4     |
| ChristenUnie            | 4     | 4     |
| D66                     | 3     | 3     |
| PvdA                    | 3     | 2     |
| GroenLinks              | 1     | 1     |
| Gesamt                  | 31    | 31    |

### College van B&W
Die Kommunalpolitik in der Gemeinde Vijfheerenlanden wird in der Legislaturperiode zwischen 2019 und 2022 von einer Koalition aus CDA, ChristenUnie, D66, PvdA und VVD regiert. Die CDA stellt dem College van burgemeester en wethouders (deutsch Kollegium von Bürgermeister von Beigeordneten) als einzige Koalitionspartei zwei Beigeordnete, während die übrigen Wählergruppen mit jeweils einem Beigeordneten im Kollegium vertreten werden. Das Kollegium wurde im Rahmen einer Ratssitzung am 2. Januar 2019 ernannt. Folgende Personen gehören zum Kollegium und verwalten folgende Ressorts:
| Funktion           | Name                | Partei       | Ressort | Anmerkung                         |
| ------------------ | ------------------- | ------------ | --- | --------------------------------- |
| Bürgermeister      | Sjors Fröhlich      | parteilos    | Kabinett und Repräsentation, Kommunikation, öffentliche Ordnung und Sicherheit, Vollstreckung, regionale Zusammenarbeit, Dienstleistung, Geschäftsführung    | seit dem 14. November 2019 im Amt |
| Beigeordnete       | Marcel Verweij      | CDA          | Sozialhilfegesetz, Volksgesundheit, Wohnen | –                                 |
| Beigeordnete       | Maks van Middelkoop | CDA          | Finanzen, Einkauf, Grundstückswesen, kommunales Eigentum, Nachhaltigkeit, Umwelt, Wasser, Landschaft und -wirtschaft                                         | –                                 |
| Beigeordnete       | Tirtsa Kamstra      | ChristenUnie | Jugend, Bildung, Bibliotheken, Sport | –                                 |
| Beigeordnete       | Christa Hendriksen  | D66          | Kernpolitik und Behördenpartizipation, Gemeindeeinrichtungen, Energiewende und Klima, öffentlicher Raum und Müllbeseitigung, Kunst und Kultur, Denkmalschutz | –                                 |
| Beigeordnete       | Huib Zevenhuizen    | VVD          | räumliche Entwicklung, Verkehr, Wirtschaft | –                                 |
| Beigeordnete       | Cees Taal           | PvdA         | Arbeit und Einkommen, Integration, Erholung und Tourismus, Stadtmarketing                                                                                    | –                                 |
| Gemeindesekretärin | Nanette van Ameijde | —            | — | seit dem 1. Juni 2017 im Amt      |

## Verkehr

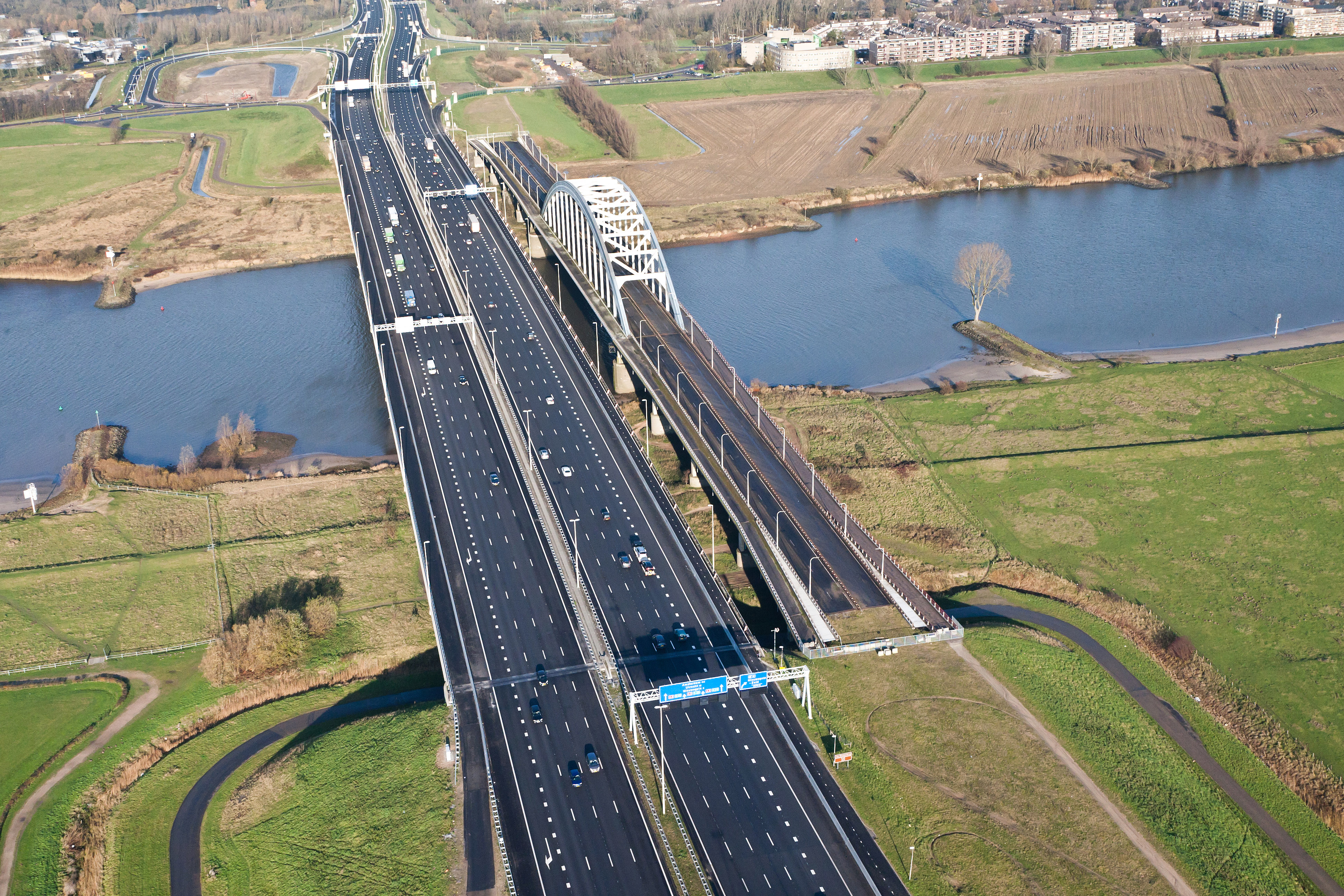
Die Jan Blankenbrug (links) und die Oude Lekbrug

### Straßenverkehr
Durch Vijfheerenlanden führen die Nord-Süd-Verbindungen A2 und A27, die zum einen Amsterdam mit Maastricht verbinden und zum anderen von Almere nach Breda führt. An der nördlichen Gemeindegrenze befinden sich die Brücken Jan Blankenbrug (A2) und Hagesteinsebrug (A27), worüber Vijfheerenlanden an die Gemeinde Nieuwegein angebunden ist.

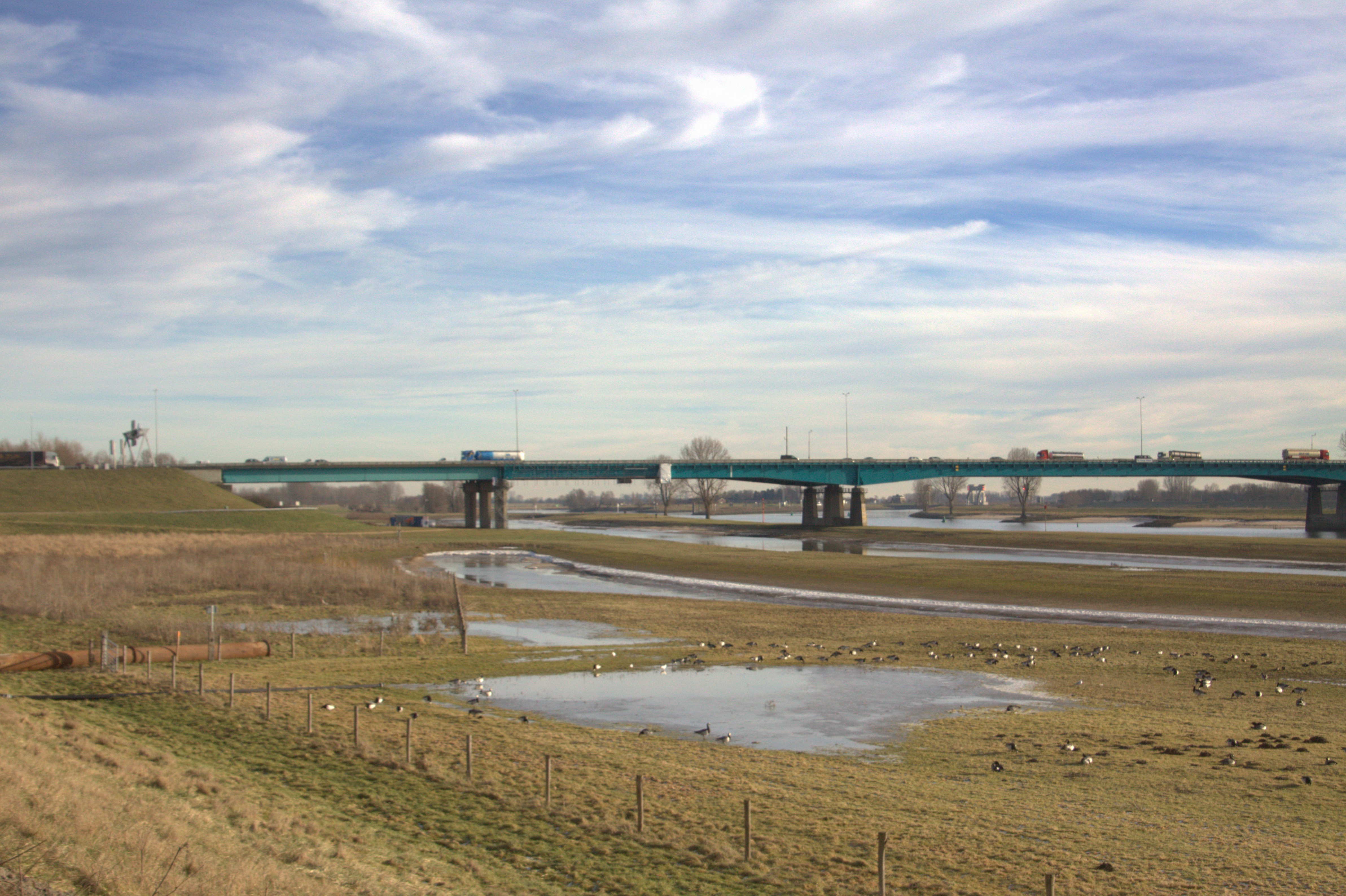
Die Hagesteinsebrug

### Bahnverkehr

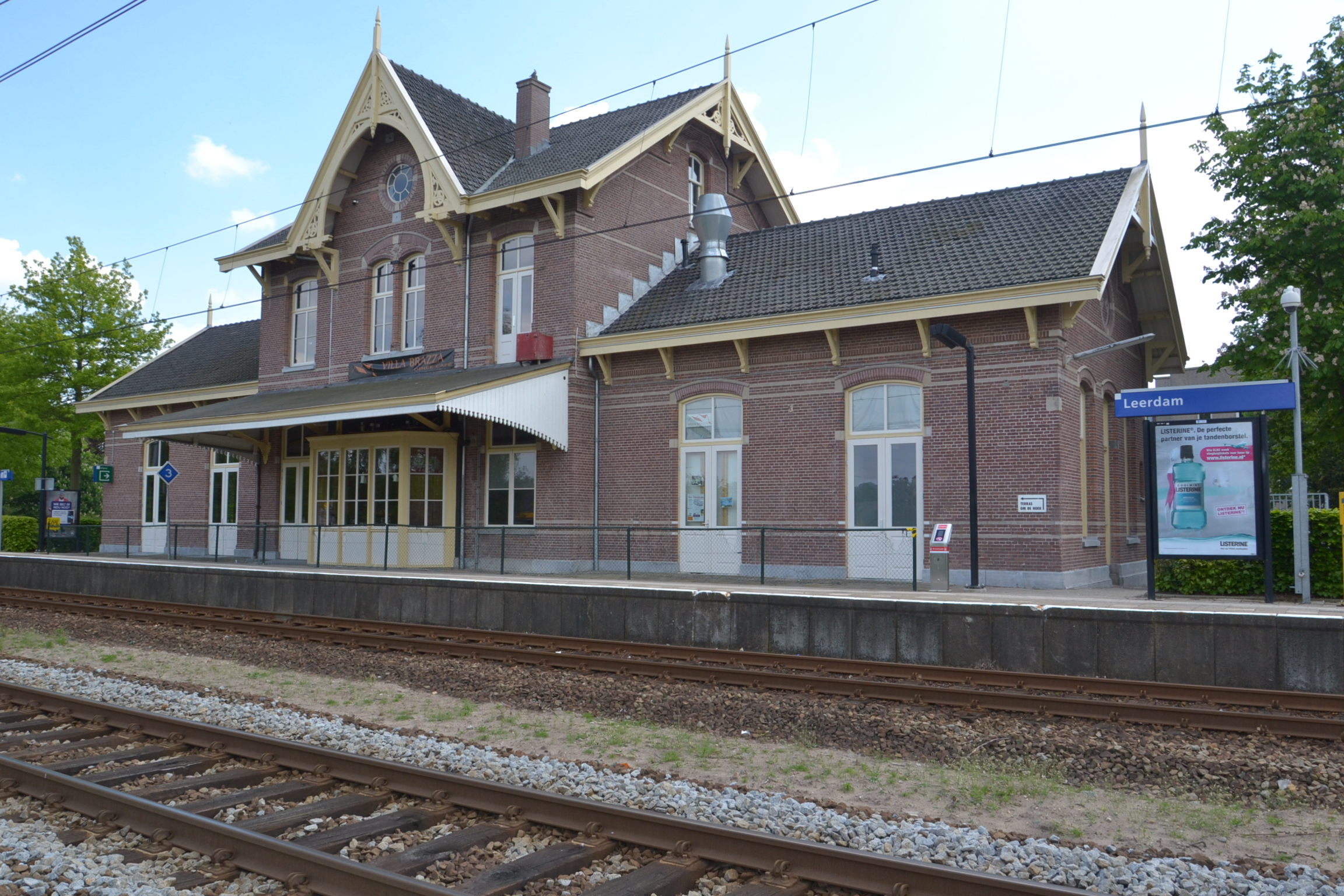
Das alte Bahnhofsgebäude in Leerdam

Der einzige Bahnhof im Gemeindegebiet liegt in Leerdam. Er ist Haltepunkt an der Bahnstrecke Geldermalsen–Dordrecht, der sogenannten MerwedeLingelijn. Züge von Qbuzz verkehren dort täglich im Halbstunden-Takt.